# Bodas de Susã

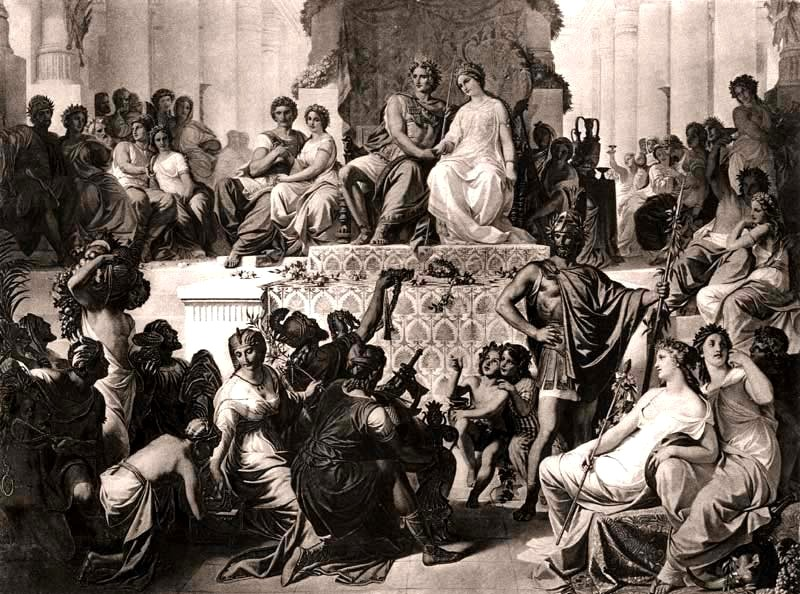
Casamento de Alexandre, na cidade de Susã

Bodas de Susã foi um casamento coletivo organizado por Alexandre, o Grande em 324 a.C. que tinha por objetivo unir as culturas europeias e asiáticas. O casamento foi realizado na cidade de Susã, capital do antigo Império Aquemênida, de acordo com os costumes persas da época, e, envolveu, aproximadamente, 10.000 dos soldados de Alexandre, que, na ocasião, se casou com Roxana, filha de Oxiartes, Estatira II, a filha mais velha de Dario III, e Parisátide II, filha de Artaxerxes III.